# Qualifizierung
Unter Qualifizierung versteht man auf dem Arbeitsmarkt und im Personalwesen alle Maßnahmen, die der Qualifikation von Arbeitskräften dienen. Auch die Überprüfung technischer Eignungen wird als Qualifizierung bezeichnet. 

## Berufliche Qualifizierung

### Allgemeines
Qualifizierung ist mithin der Erwerb oder die Verbesserung der beruflichen Qualifikation. Sie beginnt mit der Schulbildung. Der Staat fördert die private Wirtschaftstätigkeit, indem er unter anderem durch öffentliche Schulen und Hochschulen zur Qualifizierung der Arbeitskräfte beiträgt. Da zwischen Schulbildung und den Arbeitsinhalten und Arbeitsgebieten eines Berufs mehr oder weniger große Lücken bestehen, erfolgt die eigentliche berufliche Qualifizierung durch die Berufsausbildung. Sie ist neben der Berufsausbildungsvorbereitung, der Fortbildung und der beruflichen Umschulung ein Teilbereich der Berufsbildung.
Hiermit ist die Qualifizierung jedoch nicht abgeschlossen, denn weitere Qualifikationen erwirbt ein Arbeitnehmer durch Erfahrung oder betriebliche und/oder außerbetriebliche Maßnahmen der Personalentwicklung wie Training on the job, Training near the job, berufliche Weiterbildung oder Erwachsenen- und Weiterbildung. Diese Instrumente dienen dazu, die Qualifizierung von Mitarbeitern weiterzuentwickeln. Diese Weiterentwicklung von beruflichen Qualifikationen kann zur Verringerung der Arbeitsbelastung am Arbeitsplatz beitragen und eröffnet Karrierechancen, weil eine höhere Qualifikation im Regelfall mit einem beruflichen (finanziellen) Aufstieg verbunden sein kann. Dieser kann im Idealfall in einem Aufstieg von einer ausführenden Tätigkeit mit Durchführungskompetenzen zu einer leitenden Tätigkeit als Führungskraft mit Führungskompetenzen bestehen.

### Arten
Man unterscheidet zwischen der Qualifizierung von Schulabgängern (Grundqualifizierung) und der Weiterqualifizierung von Arbeitskräften. Die Grundqualifizierung erfolgt in Deutschland durch duale Ausbildung in Form der parallelen Ausbildung der Auszubildenden im Ausbildungsbetrieb und Berufsschule bzw. im tertiären Bereich an der Berufsakademie. Die Grundqualifizierung soll Defizite beseitigen, die im allgemeinbildenden Schulsystem nicht oder nicht ausreichend ausgebildet wurden. Sie vermittelt unter anderem Grundwissen über Arbeitsrecht, Arbeitgeber und Arbeitnehmer, das Arbeitsverhältnis oder die Organisation von Betrieben und Märkten. Ziel der beruflichen Grundqualifizierungen ist die aktive Auseinandersetzung mit den Beschäftigungsmöglichkeiten und Berufsbildern in der Arbeitswelt.
Weiterqualifizierung beginnt mit der Einarbeitung und ist die Verbesserung und Erweiterung der beruflichen Fachkenntnisse und Fertigkeiten oder die Umschulung innerhalb eines Unternehmens. Sich wandelnde Aufgaben und erhöhte Anforderungen erfordern eine ständige Weiterqualifizierung („lebenslanges Lernen“). Weiterqualifizierung soll auf dem Arbeitsmarkt dafür sorgen, dass Arbeitnehmer in eine höhere Qualifikationskategorie aufsteigen. Der Arbeitsmarkt unterscheidet zwischen geringer, mittlerer und hoher Qualifikation. Die Gruppe geringer Qualifikation umfasst Personen mit oder ohne Hauptschulabschluss. Personen mittlerer Qualifikation haben mittlere Reife, Abitur oder einen Berufsabschluss, Personen mit hoher Qualifikation besitzen einen Fachhochschul- oder Hochschulabschluss. Ziel der Arbeitsmarktpolitik ist unter anderem, gering- oder mittelqualifizierte Arbeitskräfte durch Qualifizierungsmaßnahmen weiter zu qualifizieren. Diese Gruppen sind nämlich am ehesten vom Risiko der Arbeitslosigkeit betroffen. Es gibt berufliche Qualifizierungsmaßnahmen insbesondere für Langzeitarbeitslose, Empfänger von Arbeitslosengeld II und benachteiligte Arbeitslose mit einem Lebensalter von über 50 Jahren.
Zudem unterscheidet man die Anpassungs- und Aufstiegsqualifizierung. Die Anpassungsqualifizierung umfasst Veränderungen des unmittelbaren Arbeitsumfeldes, wobei das vorhandene Wissen und Können der Mitarbeiter an die Veränderungen ihrer Aufgabe angepasst wird, und Maßnahmen, die die Wandlungen des Arbeitsmarkts berücksichtigen. Die Aufstiegsqualifizierung soll das Potenzial der Mitarbeiter so entwickeln, „dass sie zur Übernahme anspruchsvollerer Funktionen oder höherwertiger Positionen in der Lage sind“. Außerdem kann man im Hinblick auf den Ort der Qualifizierung zwischen innerbetrieblichen und außerbetrieblichen Qualifizierungsmaßnahmen unterscheiden. Insbesondere bei Unternehmenskrisen oder Insolvenzen haben sich die außerbetriebliche Beschäftigungs- und Qualifizierungsgesellschaft und die Transfergesellschaft etabliert, die ebenfalls die Weiterqualifizierung von Arbeitskräften zum Ziel haben.
Maßnahmen der Qualifizierung sind nicht gesetzlich geregelt. Dagegen sind verschiedene Programme der Arbeitsverwaltung gemäß gesetzlichen Grundlagen staatlich oder aus der Arbeitslosenversicherung finanziert. Private Betreiber von Kursprogrammen bieten mit dieser Finanzierung Qualifizierungsinhalte an. Die Kurse unterliegen keiner unabhängigen Qualitätsprüfung – außer durch die finanzierende Institution. Andere Maßnahmen der Qualifizierung werden durch die Handwerkskammern oder die Industrie- und Handelskammern angeboten. Die Kammern sind mit dem Prüfungsrecht für Berufsausbildung beliehen und besitzen die Eignung für hinreichende Qualität solcher Angebote. Vom Betreiber ausgestellte Zertifikate sind jedoch nicht gesetzlich geschützt.

### Vorbereitende Qualifizierung
Abbrechern einer Schullaufbahn und Empfängern von Sozialleistungen werden Maßnahmen zur berufsvorbereitenden Qualifizierung angeboten. Damit soll 
- der Einstieg in eine Berufsausbildung ermöglicht werden oder
- der Einstieg in ein neues oder erstes Arbeitsverhältnis vorbereitet werden oder
- das Aufnehmen einer eigenfinanzierten Fortbildung vorbereitet werden.

### Volkswirtschaftliche Aspekte
Qualifizierungen sind Bildungsinvestitionen, die zunächst wie jede Bildung mit Kosten verbunden sind und erst später zu Erträgen führen können. Nach Abschluss der Qualifizierung erwirbt der Arbeitnehmer erstmals oder höheres Arbeitseinkommen und trägt damit zum Bruttosozialprodukt oder dessen Erhöhung bei. Qualifizierung verbessert die Arbeitsproduktivität, kann die Fehlproduktion senken und damit zur Verbesserung der Produktqualität beitragen und ermöglicht Produkt- oder Finanzinnovationen. Bildungsinvestitionen können mit Risiken verbunden sein, wenn die qualifizierten Arbeitskräfte kündigen, bevor die Bildungskosten durch den Produktionsprozess amortisiert wurden.

## Gerätequalifizierung
Die Gerätequalifizierung wird auch Anlagenqualifizierung genannt. Bei der Qualifizierung von Geräten und Anlagen wird überprüft, ob das Gerät mit der eingesetzten Technik und den vorhandenen technischen Daten für die vorgesehene Aufgabe geeignet ist, ob z. B. ein Mischer durch Rühren verschiedener Stoffe ein homogenes Mischungsverhältnis herbeiführen kann.
Die so genannte Installationsqualifizierung (kurz IQ) erfolgt hierbei einmalig bei Lieferung und Inbetriebnahme des Gerätes. Demgegenüber ist die Durchführung der Operational Qualification (OQ) (entsprechend Funktionsqualifizierung genannt) und der Performance Qualification (PQ) (auch häufig Leistungsqualifizierung genannt) turnusmäßig erforderlich. Ziel ist der dokumentierte Nachweis der Eignung einer technischen Einrichtung zur Erfüllung der zuvor in der Entwicklungsdokumentation festgelegten Anforderungen.
Manchmal wird eine Requalifizierung empfohlen. Dies ist aber nicht generell notwendig, insbesondere dann nicht, wenn ein dokumentiertes und funktionierendes Änderungswesen im Betrieb installiert ist. Kommen dennoch Zweifel an einer Tauglichkeit des technischen Systems auf, so kann eine Requalifizierung auch außerordentlich angeordnet werden (z. B. von der Qualitätssicherung). Es ist jedoch im Normalfall nur üblich, eine Requalifizierung durchzuführen, wenn Änderungen an einer Anlage erfolgten. Dann ist im Einzelfall zu entscheiden, welche Phasen in welchem Umfang erneut erfolgen müssen (IQ, OQ, PQ). 
In der pharmazeutischen Industrie sind Qualifizierungen Voraussetzung für das Arbeiten unter Beachtung der GMP-Richtlinien. Die Durchführung muss in schriftlichen Verfahrensanweisungen bzw. Arbeitsanweisungen (englisch Standard Operation Procedure, kurz SOP genannt) niedergelegt sein.